# Złoczówka (obwód tarnopolski)
Złoczówka – wieś na Ukrainie w rejonie tarnopolskim należącym do obwodu tarnopolskiego.